# 안양시 동안구의 국회의원

## 행정구역 변천
- 1992년 10월 1일 경기도 안양시 동안구 설치

## 안양시 동안구의 역대 국회의원
| 대수                        | 이름           | 소속정당       | 임기                              | 선거구역                                                                                     |
| --------------------------- | -------------- | -------------- | --------------------------------- | -------------------------------------------------------------------------------------------- |
| 제15대                      | 최희준(崔喜準) | 새정치국민회의 | 1996년 5월 30일 ~ 2000년 5월 29일 | 안양시 동안구 갑 : 비산1동, 비산2동, 비산3동, 부흥동, 달안동, 관양1동, 관양2동, 부림동       |
| 제15대                      | 이석현(李錫玄) | 새정치국민회의 | 1996년 5월 30일 ~ 2000년 5월 29일 | 안양시 동안구 을 : 평촌동, 평안동, 귀인동, 호계1동, 호계2동, 호계3동, 범계동, 신촌동, 갈산동 |
| 제16대                      | 심재철(沈在哲) | 한나라당       | 2000년 5월 30일 ~ 2004년 5월 29일 | 안양시 동안구 일원                                                                           |
| 제17대 제18대 제19대 제20대 | 이석현(李錫玄) | 열린우리당     | 2004년 5월 30일 ~ 2020년 5월 29일 | 안양시 동안구 갑 : 비산1동, 비산2동, 비산3동, 부흥동, 달안동, 관양1동, 관양2동, 부림동       |
| 제17대 제18대 제19대 제20대 | 심재철(沈在哲) | 한나라당       | 2004년 5월 30일 ~ 2020년 5월 29일 | 안양시 동안구 을 : 평촌동, 평안동, 귀인동, 호계1동, 호계2동, 호계3동, 범계동, 신촌동, 갈산동 |
| 제21대 제22대               | 민병덕(閔炳德) | 더불어민주당   | 2020년 5월 30일 ~ 현재            | 안양시 동안구 갑 : 비산1동, 비산2동, 비산3동, 부흥동, 달안동, 관양1동, 관양2동, 부림동       |
| 제21대 제22대               | 이재정(李在汀) | 더불어민주당   | 2020년 5월 30일 ~ 현재            | 안양시 동안구 을 : 평촌동, 평안동, 귀인동, 호계1동, 호계2동, 호계3동, 범계동, 신촌동, 갈산동 |

## 같이 보기
- 안양시 동안구 갑 (1996년 선거구)
- 안양시 동안구 을 (1996년 선거구)
- 안양시 동안구 (선거구)
- 안양시 동안구 갑
- 안양시 동안구 을
- 안양시의 국회의원
- 안양시 만안구의 국회의원